# 竹村嘉夫
竹村嘉夫（たけむら よしお、1925年4月29日 - )は、日本の写真家。

## 略歴
東京出身。1943年3月、旧制豊山中学を卒業。その後、水産講習所(現東京海洋大学)に入学・卒業。農林省水産試験所に勤務するかたわら、1978年佐々木崑らと自然科学写真協会（のち、日本自然科学写真協会となる）を創立して理事長となる。1982年退官し、1983年自然科学写真センターを設立。

## 著書
- 『研究者のための写真技法 [第1分冊]』科学文献普及会 1956
- 『自然の造形』美術出版社 1962
- 『研究発表のための写真技術』南江堂 1964
- 『接写と顕微鏡写真』共立出版 1964
- 『科学のための写真入門 考え方と実戦的手法』講談社(ブルーバックス)1976
- 『接写テクニック』朝日ソノラマ (現代カメラ新書)1976
- 『写真小事典 写真テクニックのコンサイス』講談社 (ブルーバックス)1979
- 『顕微鏡下の世界』保育社 (カラーブックス)1979
- 『水の中の生命』共立出版 1980
- 『図説野外撮影ハンドブック』築地書館 1980
- 『自然写真入門』共立出版 (共立科学ブックス 1981
- 『写真を撮る』1982 講談社現代新書
- 『接写ハンドブック』朝日ソノラマ (ハイテクニック写真講座 1982
- 『フォトアクセサリー 選び方と使い方』朝日ソノラマ (現代カメラ新書)1984
- 『草木讃歌 竹村嘉夫写真集』文一総合出版 1989
- 『アサガオ』1991 講談社パノラマ図鑑
- 『科学あそび』1993 (講談社パノラマ図鑑
- 『花を撮る やさしいワンポイントレッスン』文一総合出版 1994
- 『楽しい花の写し方入門 初歩からアドバイス』チクマ秀版社 (ポケットカルチャー)　1995
- 『御苑春秋 たけむらよしお写真集』文一総合出版 1997
- 『Graffiti写真50年』 2000

### 共編著
- 『原色図鑑海の魚』安田富士郎共著 北隆館 1965
- 『顕微鏡観察事典』辻本修,引田茂共著 保育社 1965
- 『磯の生物 原色・自然の手帖』奥谷喬司,鈴木克美共著 講談社 (ブルーバックス)1967
- 『日本の貝 原色・自然の手帖』奥谷喬司共著 講談社 (ブルーバックス)1967
- 『魚の表情』小川良徳共著 朝日新聞社 1969
- 『顕微鏡写真』編 共立出版 1969
- 『さかな小辞典』竹村嘉夫 [等]編 共立出版 1971
- 『もっともくわしい魚貝生態図鑑』奥谷喬司共著 朝日ソノラマ 1975
- 『ミクロへの探検 顕微鏡による観察と記録』原口和夫共著 誠文堂新光社 1976
- 『海の釣り魚』竹村よしお, さとう魚水共著 保育社 (カラーブックス)1977
- 『顕微鏡 使い方・写し方』編著 共立出版 (共立フォトグラフィックシリーズ)1978
- 『プレゼンテーションのための図表と写真』竹村嘉夫 [ほか]共著 南江堂 1978
- 『スライドのテクニック』小野新平、荒井宏子共著 共立出版 (共立フォトグラフィックシリーズ)1979
- 『原色海辺の動物』堤俊夫共著 家の光協会 1980
- 『魚の本の本』大関徹共編 東海大学出版会(東海科学選書)1980
- 『写真の本の本』竹村嘉夫 [ほか]編 共立出版 (共立科学ブックス 1981
- 『自然写真50年史 ネイチャーフォト1500冊の歩み』豊田芳州共著 文一総合出版 1995